# 特尔德
特尔德（西班牙語：Telde），是西班牙加那利群岛拉斯帕尔马斯省的一个市镇，位于大加那利岛的东部。总面积102平方公里，总人口123265人（2018年），人口密度1,200人/平方公里。它是大加那利岛上人口数量第二的市镇，也是岛上最古老和第一个首府。城市早于1351年就已成立。
市中心离海岸有4公里远，离首府拉斯帕尔马斯有16公里远。大加那利机场就在市镇东南部一个叫甘多（Gando）的地方。
著名作家三毛曾与其夫居住于此。

## 友好城市
| 国家 | 城市   | 结好时间 |
| ---- | ------ | -------- |
| 中国 | 重庆市 | 2018年   |

## 图集

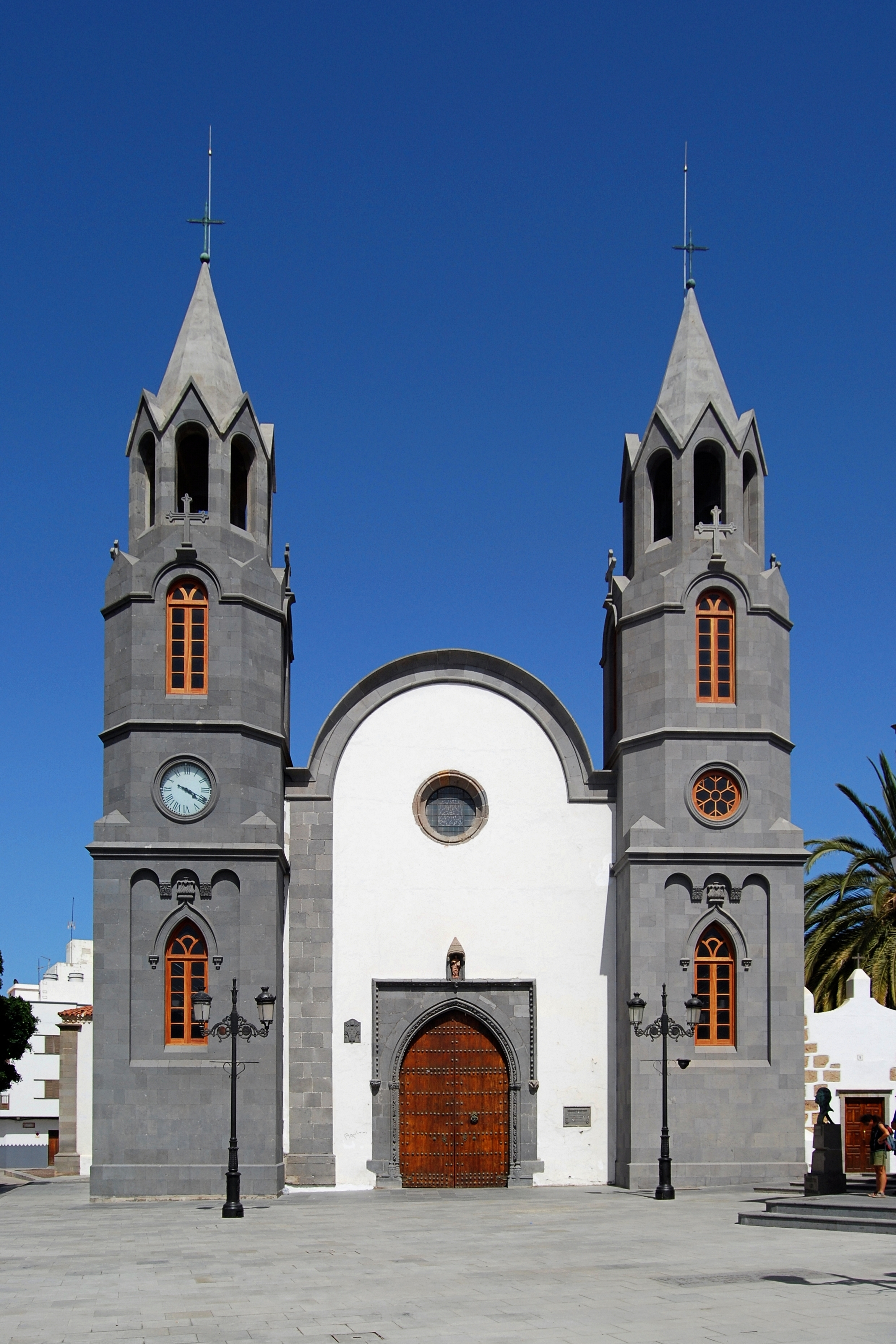
教堂（Basílica de San Juan Bautista）
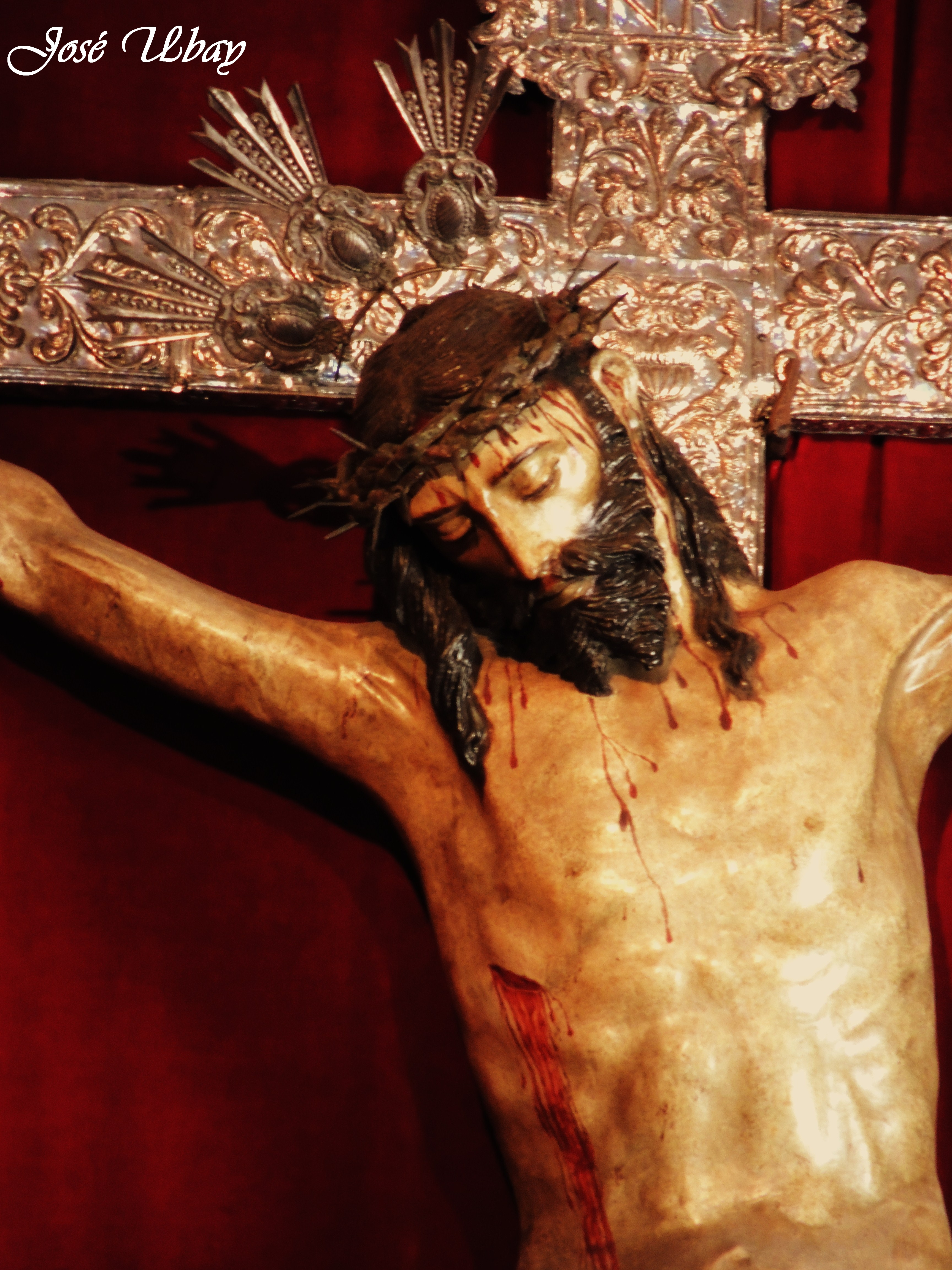
教堂里的耶稣受难塑像
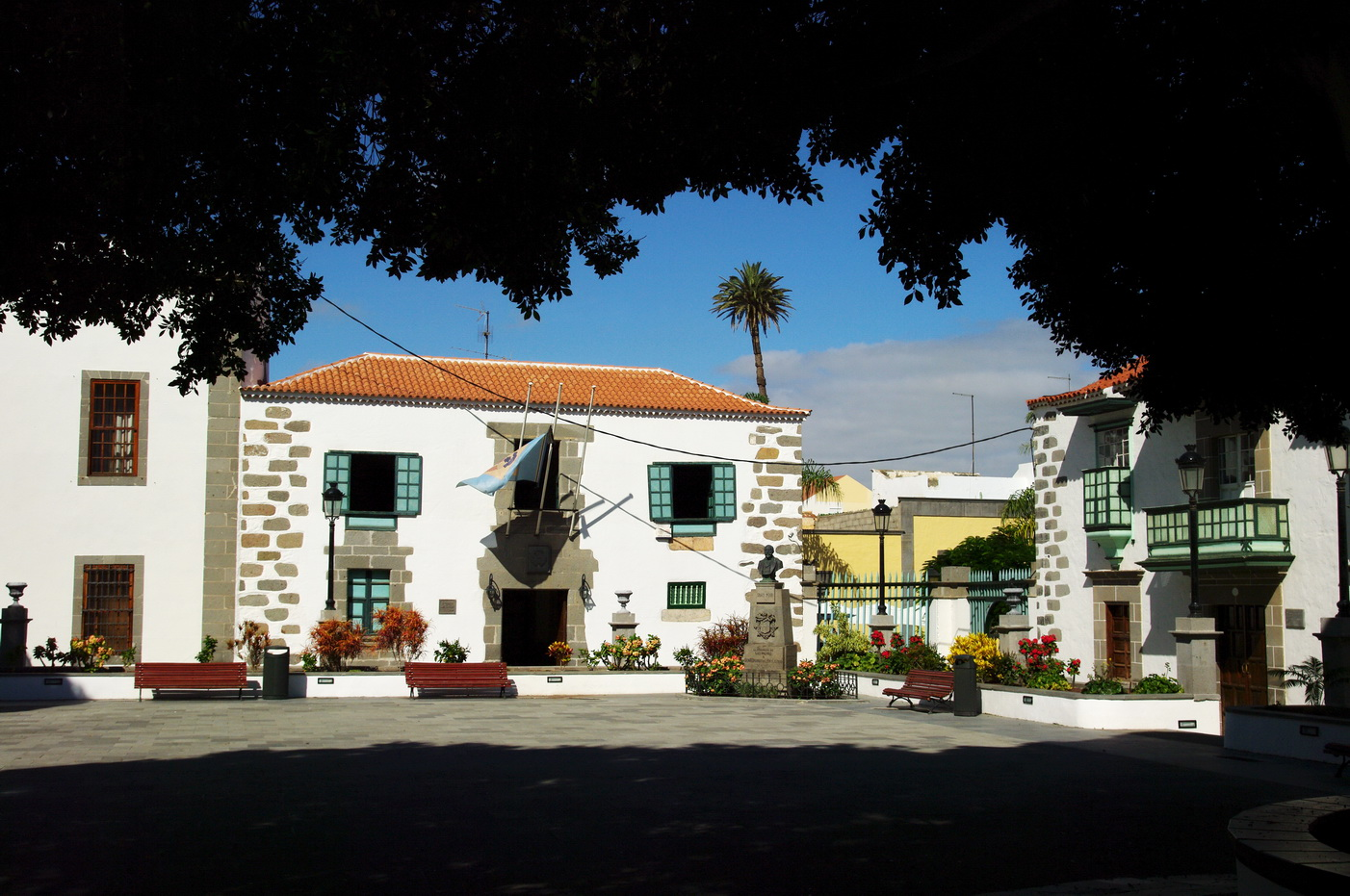
圣胡安广场
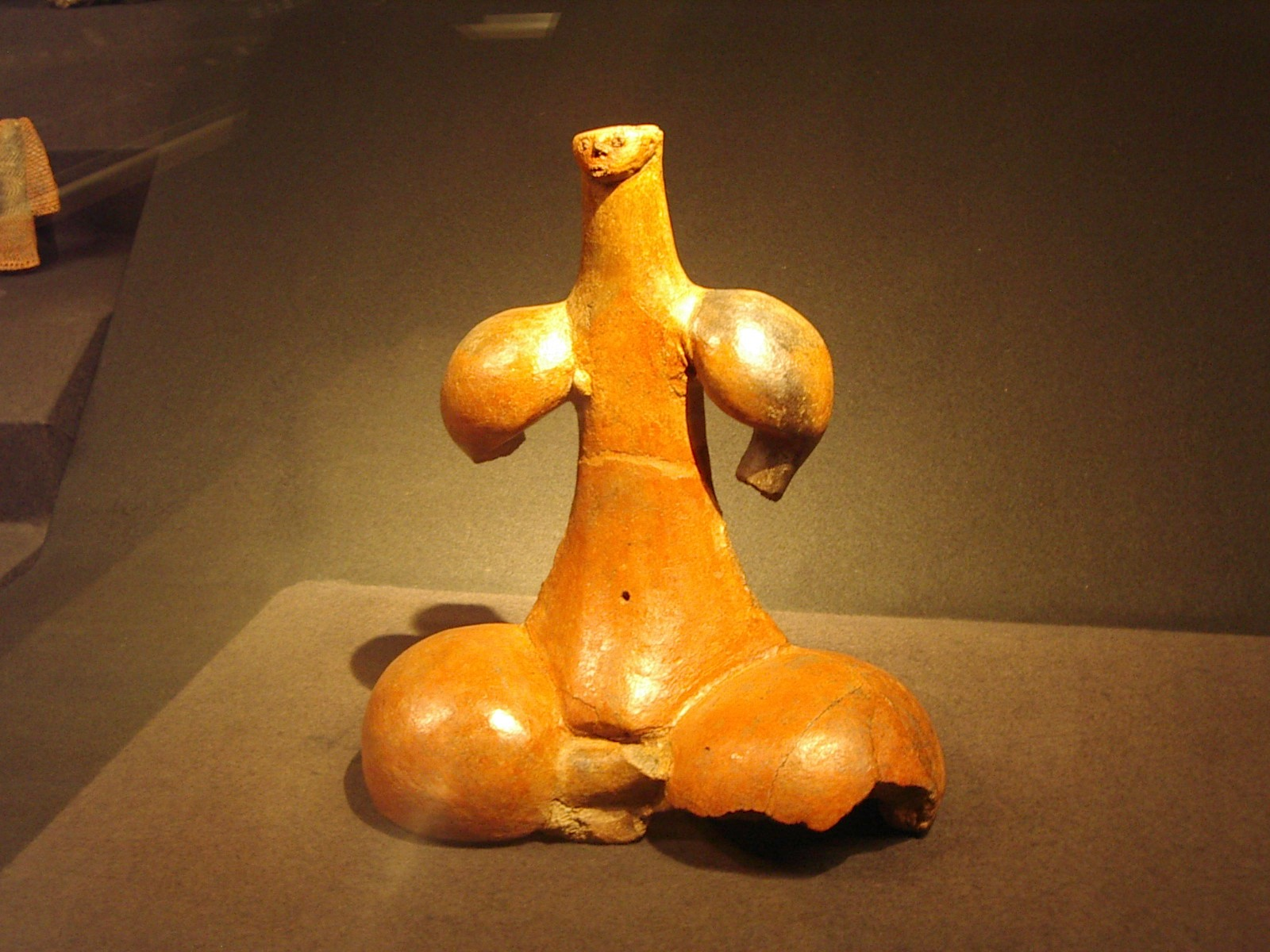
在特尔德出土的关切人的雕塑
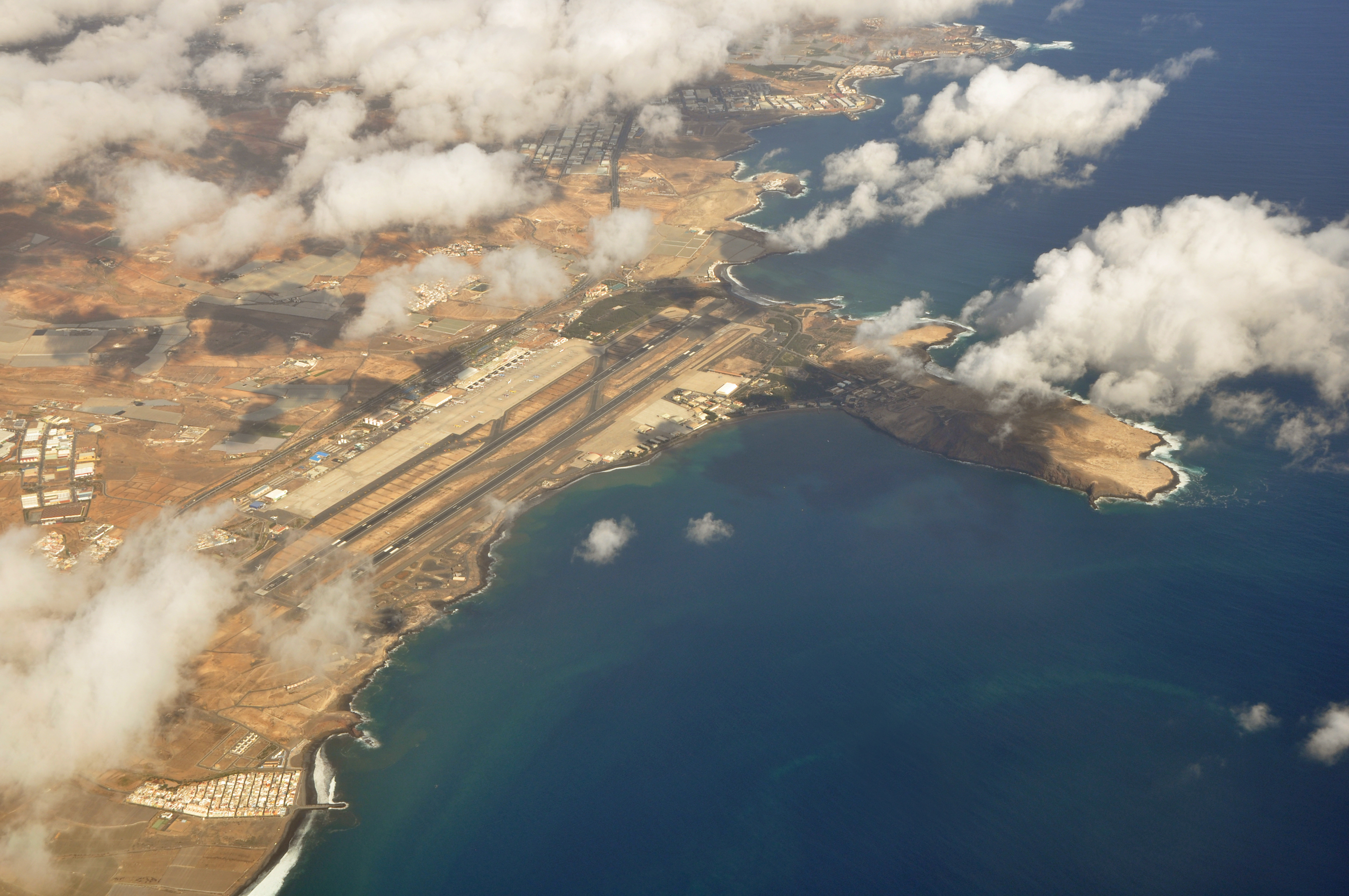
大加那利机场鸟瞰图
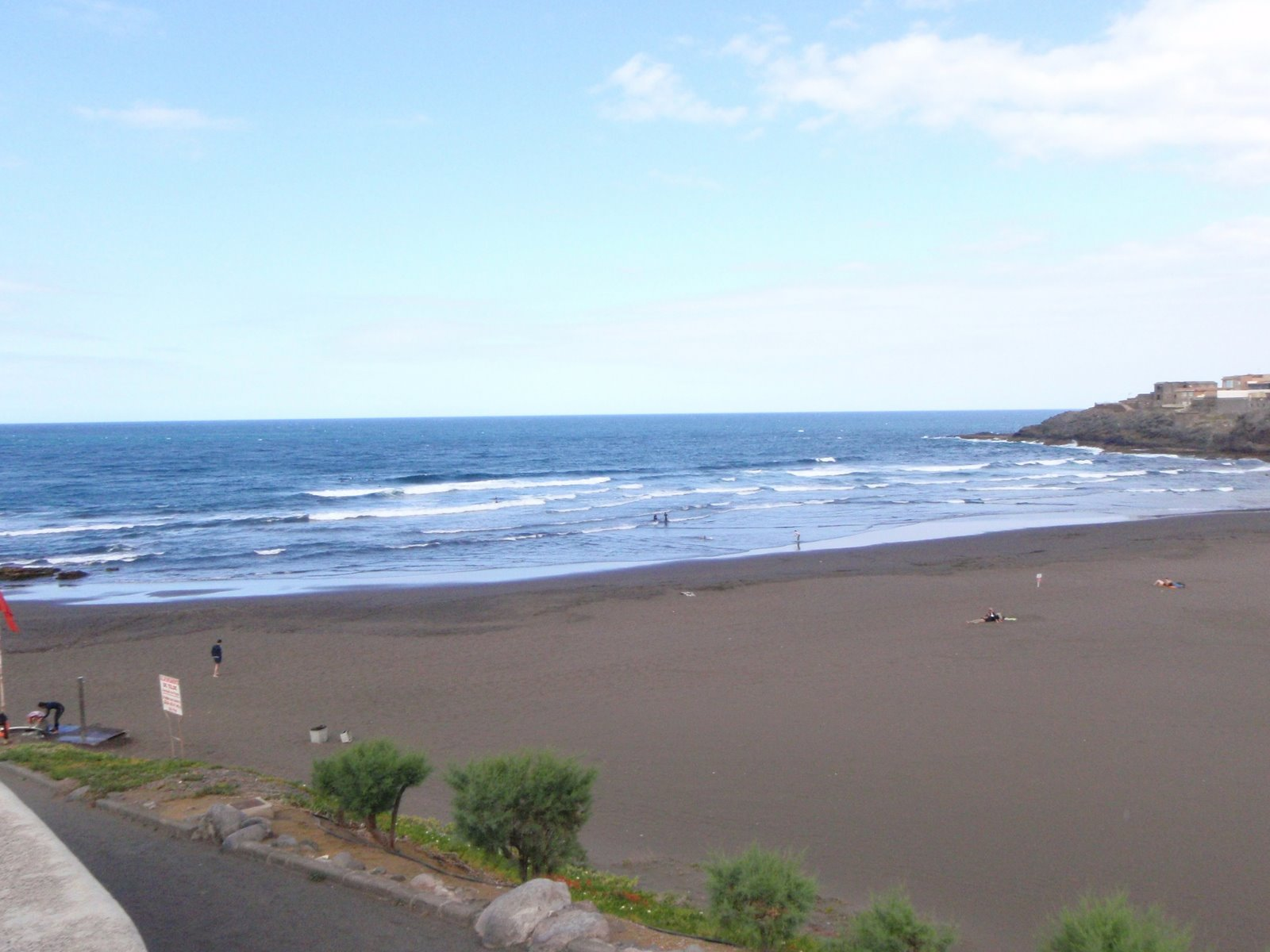
三毛故居旁的海滩（Playa del Hombre）